# Abmarkung
Abmarkung bezeichnet die rechtswirksame Kennzeichnung einer Flurstücksgrenze mit Hilfe von dauerhaften Grenzzeichen in der Örtlichkeit.

## Begriff
Der Begriff Abmarkung ist nach dem § 919 BGB in Deutschland gültig. In Österreich und der Schweiz wird Vermarkung in rechtlichen Belangen synonym verwendet, der allgemeine Begriff der Geodäsie für das Anbringen von Messzeichen.

## Verwaltungsakt
Alle deutschen Bundesländer und Österreich haben das Verfahren und den Begriff der Abmarkung in Kataster- und Vermessungsgesetzen bzw. in speziellen Abmarkungsgesetzen öffentlich-rechtlich geregelt. Die Abmarkung ist (im Gegensatz zur Grenzanzeige oder Grenzangabe) ein Verwaltungsakt, gegen den die Beteiligten (Eigentümer der betroffenen Grundstücke) Rechtsmittel einlegen können. Die deutsche Rechtsprechung definiert die Abmarkung als feststellenden Verwaltungsakt des Inhalts, dass der abgemarkte Grenzpunkt in der Örtlichkeit den sich aus dem Kataster ergebenden Grenzpunkt wiedergibt (vgl. OVG Münster, Urt. 5. Mai 1999 – 9A2350/98). Das eingebrachte Grenzzeichen wird damit zur Abmarkung erklärt und dadurch mit öffentlich-rechtlichem Schutz (Abmarkungs-, Kataster- bzw. Vermessungsgesetz sowie § 274 StGB) versehen. Es dient bis zu seinem Verschwinden als wichtiges Beweismittel im Zivilrecht.

## Durchführung
Die Durchführung der Abmarkung ist bevollmächtigten Personen oder Ämtern – den Vermessungsbefugten – vorbehalten, wie den Öffentlich bestellten Vermessungsingenieuren (ÖBVI) in Deutschland beziehungsweise den Ingenieurkonsulenten (in Österreich) oder den staatlichen oder kommunalen Vermessungs- bzw. Katasterämtern.
Innerhalb des Vermessungswesens ist teilweise der Terminus Vermarkung für den technischen Vorgang des Einbringens eines Grenzsteines gebräuchlich (Die Abmarkung ist dann die Beglaubigung der Vermarkung durch den Vermessungsbefugten, vergleichbar der Tätigkeit eines Notars). Da das Einbringen eines Grenzzeichens ohne Rechtswirkung sinnlos ist, findet eine solche Unterscheidung nicht in allen Ländern statt; die ‚Abmarkung‘ umfasst dann auch das Einbringen des Grenzzeichens, bzw. die ‚Vermarkung‘ dessen rechtliche Bestätigung.

## Strafrecht
Das Zerstören oder Verändern eines Grenzzeichens wird in den meisten Staaten der Welt als Ordnungswidrigkeit und/oder als Straftat geahndet, wenn ein Vorsatz vorliegt. In Deutschland kann nach § 274 Abs. 1 StGB das vorsätzliche Verändern, Entfernen, Unkenntlichmachen oder Verrücken einer Grenzmarkierung mit einer Freiheitsstrafe bis zu 5 Jahren oder einer Geldstrafe geahndet werden.

## Privatrecht
Neben den öffentlich-rechtlichen Bestimmungen gelten vorrangig auch die privatrechtlichen Regelungen des § 919 BGB. Das BGB versteht unter Abmarkung das Errichten fester Grenzzeichen oder die Wiederherstellung. Es besteht ein privatrechtlicher Anspruch gegenüber den Eigentümern des Nachbargrundstücks auf Mitwirkung. Die Kosten der Abmarkung sind von den Beteiligten zu gleichen Teilen zu tragen, sofern nicht aus einem zwischen ihnen bestehenden Rechtsverhältnis sich ein anderes ergibt. Die Art der Abmarkung und das Verfahren bestimmen sich in Deutschland nach den Landesgesetzen; enthalten diese keine Vorschriften, so entscheidet die Ortsüblichkeit.

## Geschichtliches
Die schon historisch brisante Aufgabe der Festlegung von Gemarkungsgrenzen wurde viele Jahrhunderte in regelmäßigen Grenzbegehungen administriert und die Abmarkung durch vereidigte Steinsetzer vorgenommen. Je nach Region existierte eine Vielzahl weiterer Bezeichnungen, wie Feldgeschworene, Siebener, Landscheider oder Untergänger. Vor der Existenz einer akkuraten Landvermessung waren die Grenzsteine zur Verhinderung etwaiger Manipulationen zusätzlich mit einem Siebenergeheimnis versehen.